# پرچم قبرس شمالی

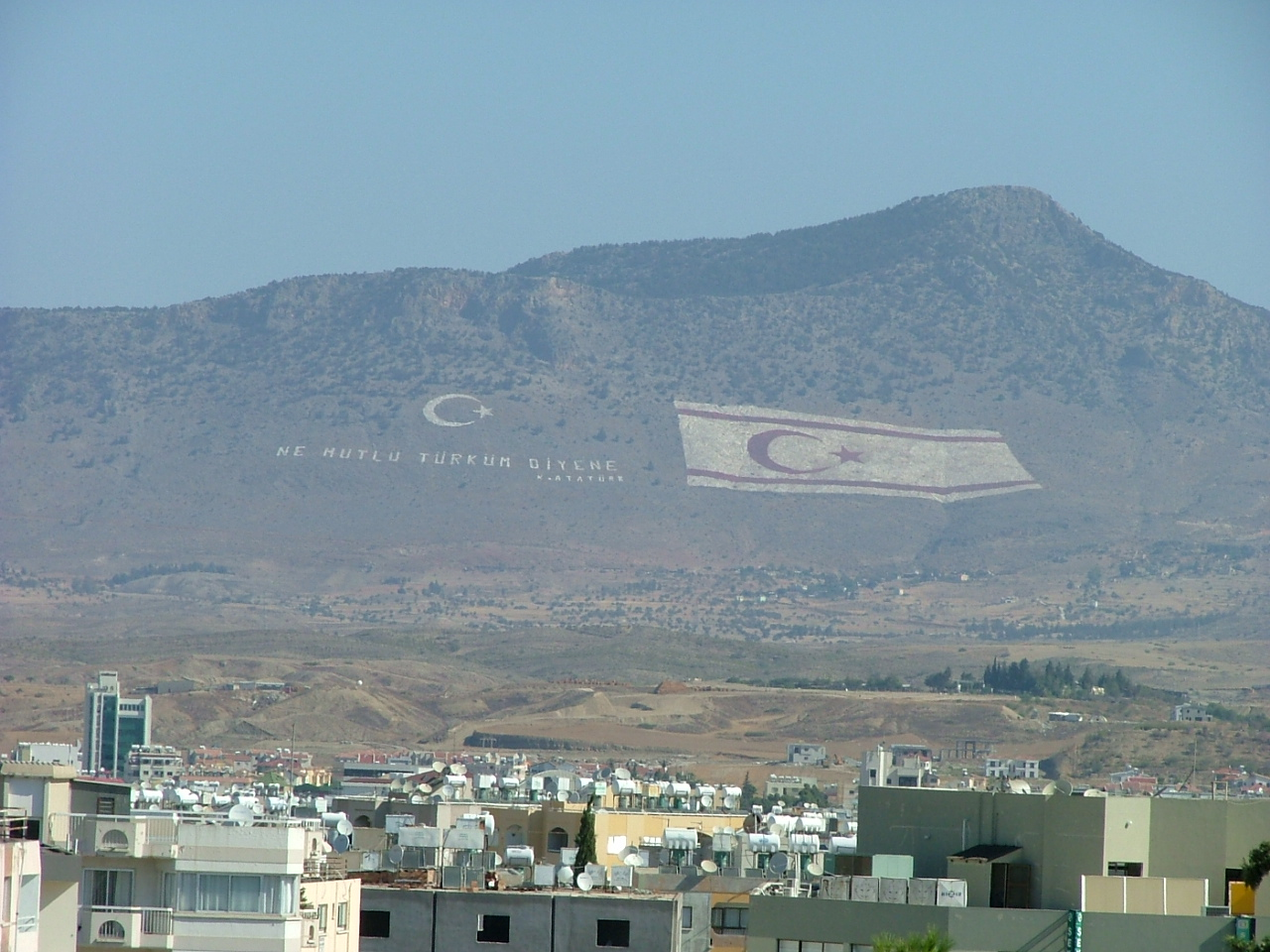
" شعار و پرچم ترک‌ها در کوه‌های بش پارماک در قبرس شمالی

پرچم قبرس شمالی (ترکی استانبولی: Kuzey Kıbrıs Türk Cumhuriyeti bayrağı)، در طرح رنگ پرچم ترکیه با زمینه سفید است با این تفاوت که دو خط افقی قرمز رنگ به آن در بالا و پایین اضافه شده است. این طرح کنونی پرچم، نتیجه رقابت برای پیدا کردن یک فرم جدید در هنگام استقلال قبرس شمالی بود. در داخل محدوده شمال قبرس از پرچم ترکیه نیز در کنار پرچم جمهوری ترک قبرس شمالی استفاده می‌شود. مشابه استفاده پرچم یونان در سایر نقاط جزیره (جنوبی) می‌باشد.
سال ۲۰۱۰ در سمت قبرسی‌های یونانی به‌طور رسمی در مورد پرچم به کمیسیون اتحادیه اروپا، به عنوان یک خطر زیست‌محیطی به دلیل مواد سمی که موجب نشت شده، شکایت کرده بودند. آن را توسط قبرسی‌های یونانی به عنوان عمل توهین‌آمیز نه تنها به محیط زیست، بلکه به جامعه خود و به عنوان یک عمل تحریک‌آمیز در نظر گرفته‌اند.

## نصب پرچم در ایران
اگرچه جمهوری اسلامی ایران جمهوری ترک قبرس (قبرس شمالی) را به رسمیت نمی‌شناسد، در ۲۸ آذر ۱۴۰۳ پرچم این دولت در جریان اجلاس بین‌المللی «خانواده، آینده، پیوندهای پایدار» در میان پرچم کشورهای شرکت‌کننده قرار داده شد و مسعود پزشکیان رئیس جمهور ایران نیز در هنگام ورود به سالن همایش‌های بین‌المللی صداوسیما از مقابل آن عبور کرد.